# Севт IV

Севт IV (др.-греч. Σεύθης) — фракийский царь в Одрисском государстве около 215 по 190 год до н. э. Сын царя Рескупориса I.

## Биография
Севт IV стал царем Фракии в 215 году до н. э. Уже в 214 году до н. э. он начал войну с галатским царством Тила. В 212 году до н. э. кельты-галаты были разбиты, их столица была разрушена, а последний царь Тилы Кавар убит. В 202 году до н. э. царь Македонии Филипп V заключил договор с царём Сирии Антиохом III. Целью договора был раздел египетских владений. Филипп V захватил принадлежавшие Птолемею V Эпифану города во Фракии и в районе Геллеспонта и Пропонтиды.
В 202—201 годах до н. э. Севт IV возглавил восстание против Македонского царства. В 197 году до н. э. во время Второй Македонской войны фракийцы во главе с Севтом разрушили город Лисимахию. Филипп V намеревался вернуть город, но из-за вторжения римлян был вынужден отступить из Фракии.
Антиох III захватил и восстановил Лисимахию с целью сделать её своей западной столицей. Но ему также пришлось отказаться от вторжения и отступить из Фракии из-за появления римлян и их греческих союзников. В 191 до н. э. римляне под командованием Мания Ацилия Глабриона разбили войска Антиоха в битве при Фермопилах, после чего тот был вынужден отступить в Азию.
Севт IV умер в 190 году до н. э. ему наследовал его сын Амадок III.